# 因胡莱茨 (赫尔松区)

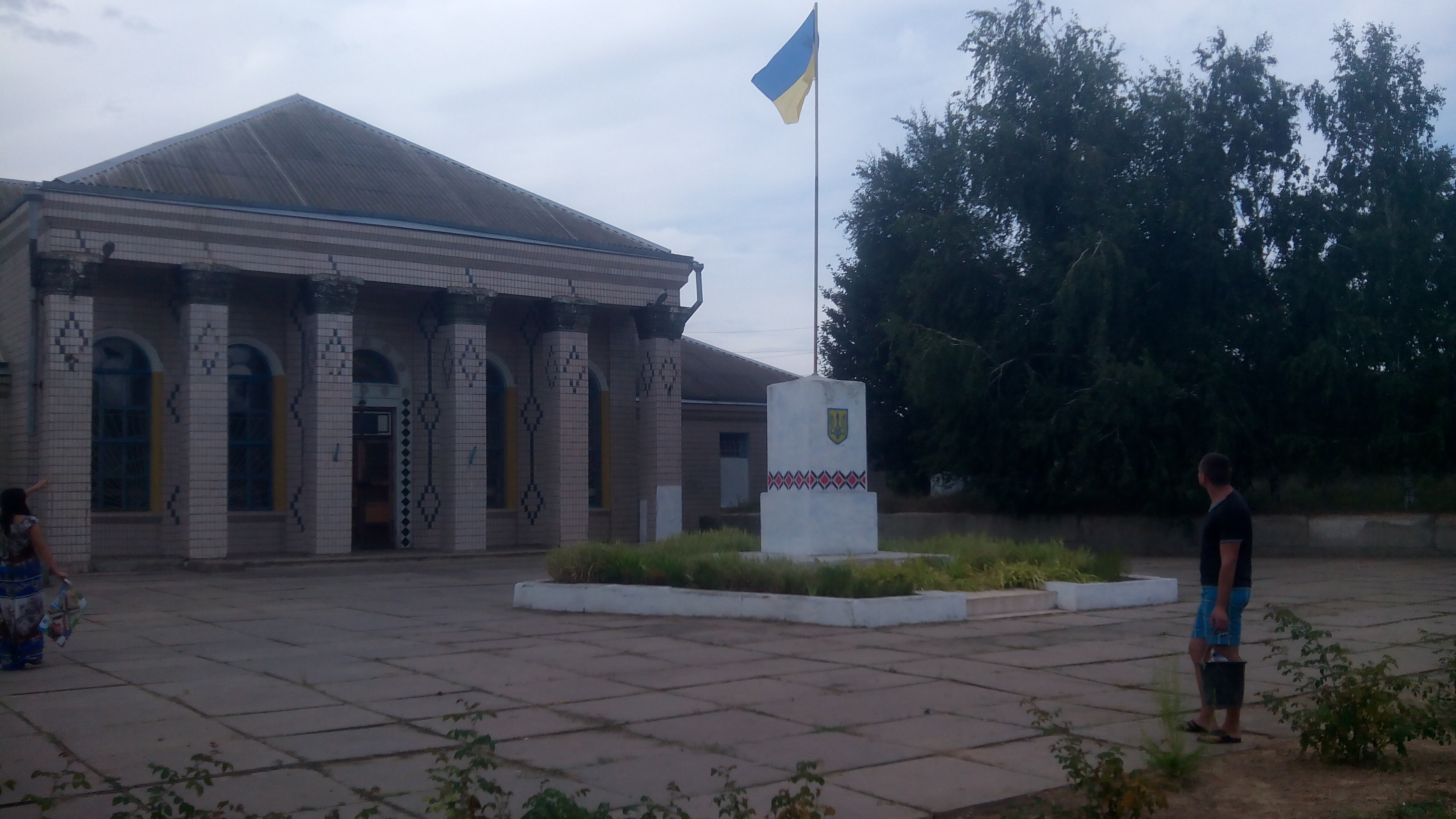
村里的旗杆

因胡莱茨（烏克蘭語：Інгулець），是烏克蘭南部赫爾松州赫尔松区达尔伊夫卡市镇内的村落。始建於1880年，面積1.73平方公里，海拔高度18米，2001年人口2,047，人口密度每平方公里1,186人。